# Эпитафия Сейкила

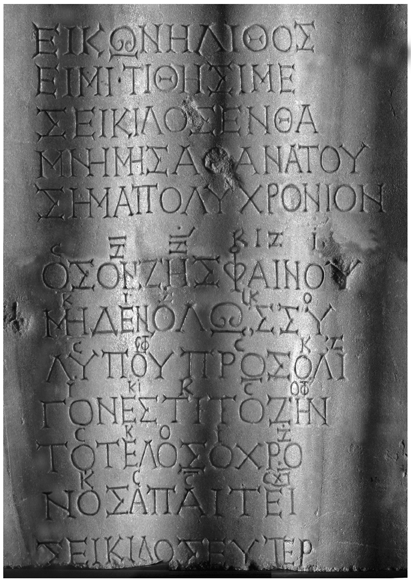
Эпитафия Сейкила

Эпитафия (сколий) Сейкила — самая ранняя из известных полных записей музыкального произведения.
Эпитафия запечатлена на мраморном столбе (стеле) римских времен (II век н. э.), который обнаружил антиквар Уильям Рэмзи в 1883 году, неподалёку от современного турецкого города Айдына. Судьбу стелы невозможно проследить до 1922 года, когда стало известно, что она принадлежит частному коллекционеру. С 1966 года стела находится в Национальном музее Дании и считается самым ранним примером древнегреческой музыкальной нотации (англ.).

Мраморная стела, так называемая Колонна Сейкила, со стихотворениями и музыкальной нотацией.

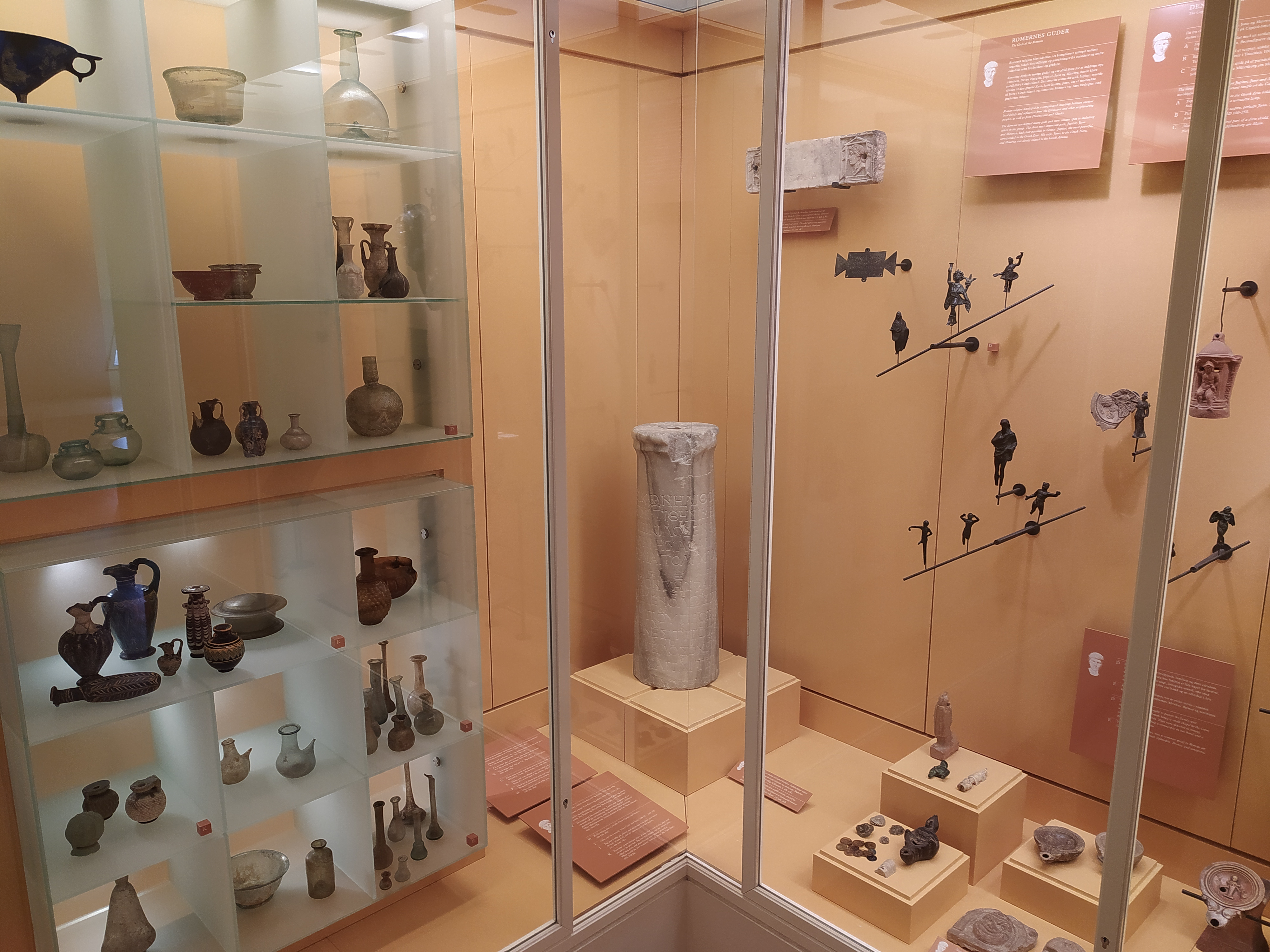
Стела в экспозиции Национального музея Дании

На стеле нанесено два стиха на древнегреческом языке — дистих: «Я — изображение в камне. Сейкил поместил меня сюда, где я останусь навсегда, являясь символом вечной памяти» (др.-греч. Εἰκὼν ἤ λίθος εἰμί. Τίθησί με Σεικίλος ἔνθα μνήμης ἀθανάτου σῆμα πολυχρόνιον), и эпитафия:
| Оригинальный текст эпитафии                                                            | Литературный перевод на новогреческий С. Какисиса                                                  | Литературный перевод на русский В. Г. Цыпина                                                  |
| -------------------------------------------------------------------------------------- | -------------------------------------------------------------------------------------------------- | --------------------------------------------------------------------------------------------- |
| Ὅσον ζῇς φαίνου μηδὲν ὅλως σὺ λυποῦ πρὸς ὀλίγον ἔστι τὸ ζῆν τὸ τέλος ὁ χρόνος ἀπαιτεῖ. | Γέλα και γλέντα όσο ζεις, η λύπη μη σε παίρνει. Γιατί είναι λίγη η ζωή, κι ο χρόνος την τελειώνει. | Пока живёшь, блистай! Не огорчай себя ничем сверх меры. Твоя жизнь коротка. Время берёт своё. |

Над текстом эпитафии расположены буквенные символы звуковысотной нотации и дополнительные (присоединённые к буквам) знаки ритмической нотации.
В результате исследований выяснилось, что сколий написан в ионийском ладу.
Современная расшифровка музыкальной эпитафии и её подробный анализ даны в книге: Птолемей. Гармоника; Порфирий. Комментарий. М., 2013, с. 399—404.